# McArthur-Becken
Das McArthur-Becken (engl.: McArthur Basin) ist ein 180.000 km² großes Sedimentbecken im Norden von Australien. Der größte Teil dieses Beckens liegt im nordöstlichen Northern Territory und erstreckt sich bis in den Osten von Queensland.
Die bis zu 12 km mächtigen Gesteinsschichten aus Meeres- und Nichtmeeresablagerungen entstanden vom späten Paläoproterozoikum bis zum Mesoproterozoikum vor 1800 bis 1430 Millionen Jahren. In dem Becken befinden sich Dolomitgestein, Tonstein und Sandsteine, ferner mafische (dunkle) und felsische (helle) Vulkanitgesteine und im geringen Umfang Ganggesteine (Mikrogranit). Das Sedimentbecken erstreckt sich auf dem Nordaustralischen Kraton (North Australian Craton).
In diesem australischen Sedimentbecken befindet sich die McArthur-River-Zinkmine eine der größten Zink-Blei-Silber-Lagerstätten der Welt und weitere Minerale, ferner auch die Merlin-Diamantenmine und unerschlossene Eisenvorkommen. Große Gebiete des Sedimentbeckens sind noch nicht geologisch erkundet.